# Nisa (città)
Nisa (Greco antico: Νῖσος, Νίσαιον, Νίσα,Turkmeno: Nusaý, Persiano - نسا), indicata dalle fonti di epoca islamica con il nome di Nasa, era un'antica città partica dell'Asia centrale distante una quindicina di chilometri dal centro di Ashgabat, capitale del Turkmenistan. Fondata nella seconda metà del terzo secolo avanti Cristo, fu la prima capitale della dinastia Arsacide e parte integrante del nucleo territoriale da cui cominciò la loro conquista dell'Impero seleucide e la successiva fondazione dell'impero Partico.
Il sito, studiato in maniera continuativa dal dopoguerra, è divenuto patrimonio dell'umanità nel 2007.

## Storia
La città si trova ai piedi della catena montuosa del Kopet Dag che agisce da riserva d'acqua. Infatti, nonostante il clima arido della regione, grazie a torrenti stagionali, canali artificiali e qanat è stata possibile fin dall'antichità una fiorente agricoltura in tutta la fascia pedemontana che si estende da est a ovest lungo il Kopet Dag. La tradizione vuole che Nisa sia stata fondata da Arsace I (prima del 250 a.C.-211 a.C.), il capostipite degli Arsacidi. Gli scavi non hanno rivelato livelli anteriori a quello arsacide ma la presenza di ceramica più antica non confuta definitivamente l'ipotesi che ci fosse almeno una qualche presenza umana precedente all'arrivo dei Parni.
Il sito è composto da due tell distanti l'uno dall'altro due chilometri e separati al giorno d'oggi dal villaggio di Bagyr. Il complesso a nord è chiamato Nisa Nuova mentre quello a sud Nisa Vecchia. La nomenclatura non deve però confondere dato che si ritiene che la città originale fosse Nisa Nuova e che Nisa Vecchia sia stata fatta erigere dal primo re dei re partico Mitridate I (da lui il nome antico del complesso Mithrdātkirt "fortezza di Mitridate" in partico). Nisa Nuova è stata tralasciata finora dalle ricerche archeologiche sia per il fatto che è stata utilizzata per l'agricoltura (contaminando e distruggendo i livelli stratigrafici) sia perché i pochi rilevamenti fatti hanno evidenziato soprattutto resti medievali.
Il nome della città di Nisa è rimasto impresso nelle fonti greche e romane nel nome di una famosa razza equina dell'antichità e tarda antichità.

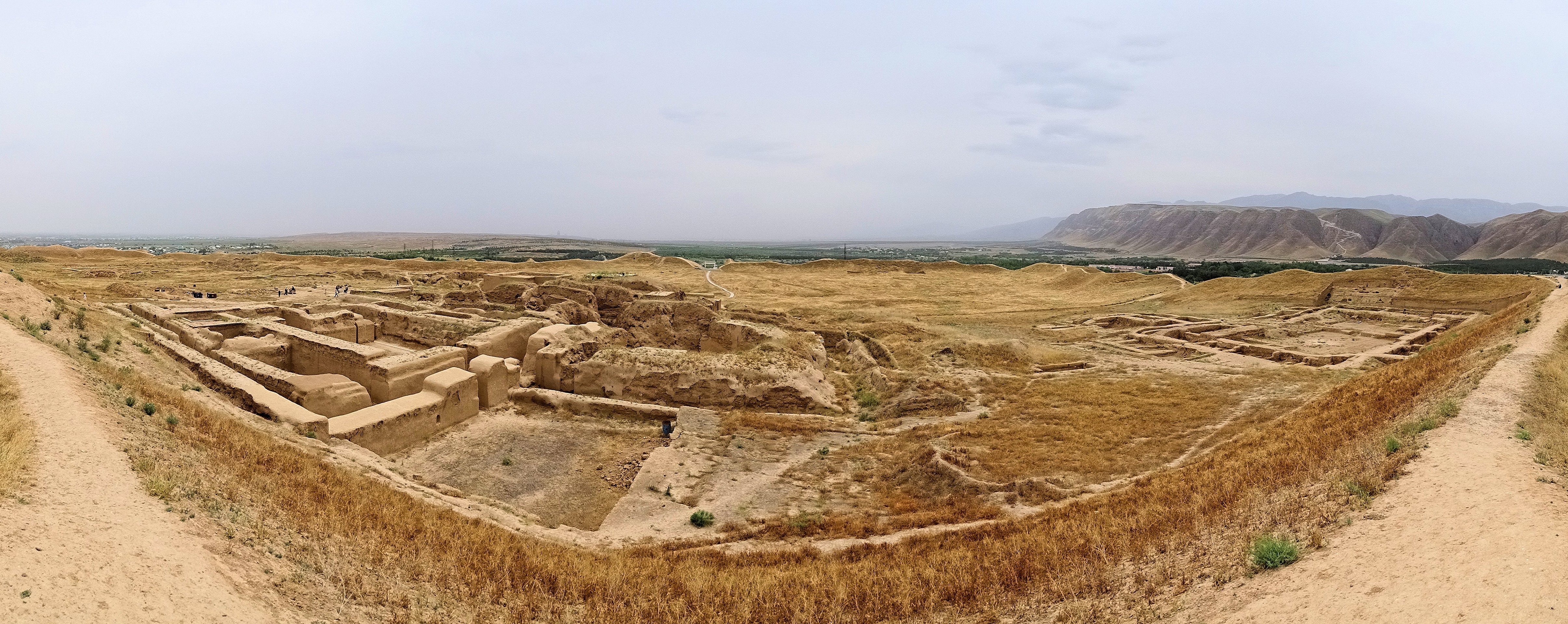
Fotografia a grandangolo dall'angolo occidentale di Nisa Vecchia

### Nisa Vecchia

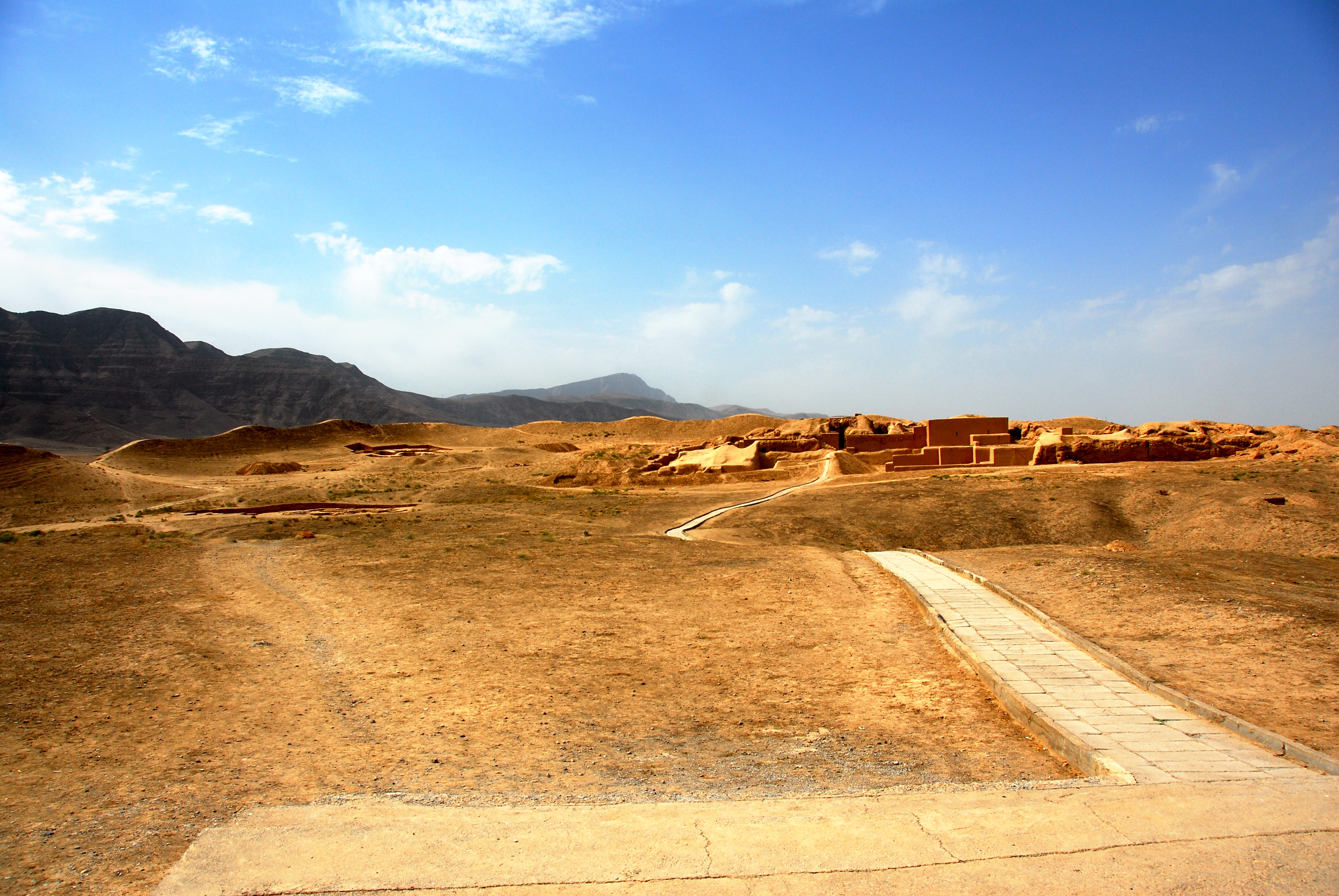
Nisa Vecchia vista da ovest

Il complesso di Nisa Vecchia si erge su una collina spianata e squadrata circondata da mura di mattoni cotti. Si possono distinguere due gruppi di edifici; a nord abbiamo la Casa Quadrata che costruita originariamente per ospitare banchetti ma che con il tempo fu relegata a magazzino; lì è stata ritrovata la maggior parte dei reperti intatti. A sud del tell troviamo invece un gruppo di edifici comprendente l'Edificio a Torre, la Sala Quadrata, la Sala Rotonda e l'Edificio Rosso. Al loro interno si possono ammirare elementi che ci si potrebbe aspettare in una reggia ellenistica ed elementi che invece sono del tutto estranei a questa tradizione. Osservando la pianta degli edifici, soprattutto nel complesso sud, si nota che lo stile che gli architetti parti decidono di adottare non rimanda alla Grecia e all'ellenismo anche se, allo stesso tempo, contempla stanze abbellite da capitelli ionici e statue di marmo e d'argilla alla moda greca. Queste scelte dimostrano che ci fosse un interesse da parte della dinastia arsacide per l'occidente e contemporaneamente un substrato artistico-culturale integrante l'ellenismo.

## Scavi

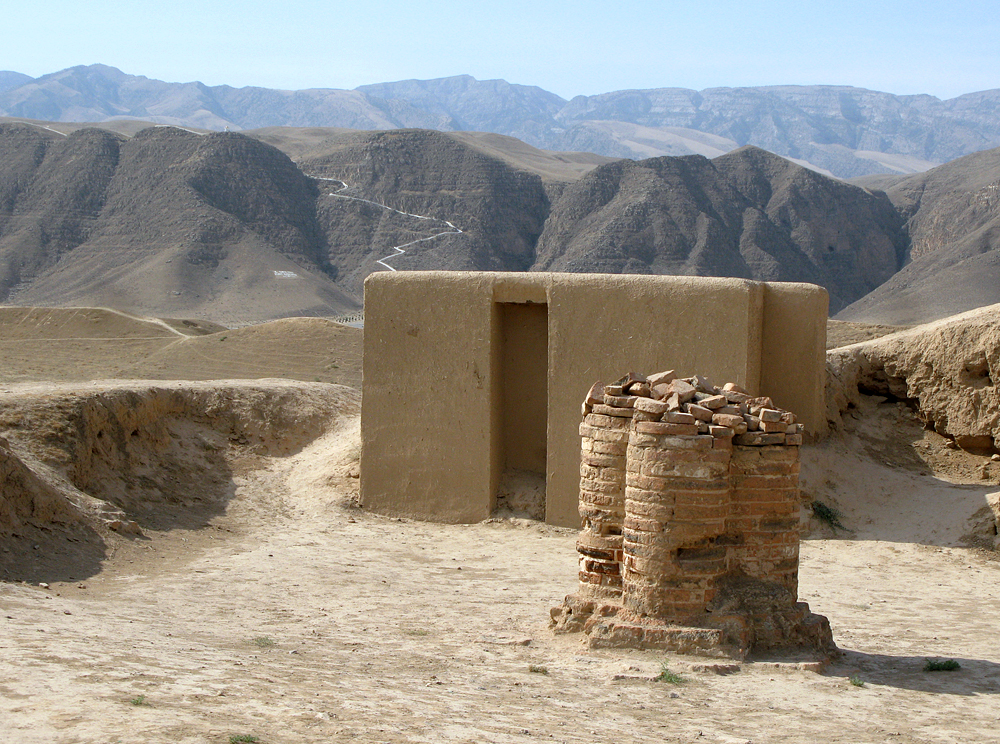
Una delle quattro colonne quadrilobate della Sala Quadrata.

L'interesse archeologico per Nisa cominciò ben prima della sua effettiva scoperta. Infatti Isidoro di Carace ( I secolo a.C. – I secolo d.C. ) nel suo Le stazioni della Partia segnala tombe reali a Parthaunisa che lui identifica con Nisaia (Nisa). Gli studiosi occidentali nel diciannovesimo secolo cercarono di identificare Parthaunisa e le tombe reali a essa connesse ma, mancando di dati concreti, le ipotesi si rivelarono poco solide. I primi rilievi archeologici furono condotti da archeologi russi i quali, alla prima campagna sul sito di Nisa Nuova, trovarono resti medievali che li convinsero che Parthaunisa andasse cercata nel tell di Nisa Vecchia. Gli scavi in questo luogo si rivelarono subito fruttuosi con i ritrovamenti di diverse strutture tra cui una colonna in mattoni cotti e frammenti di statue di argilla. Nel dopoguerra i lavori di scavo continuarono con varie spedizioni  che portarono a scoprire 2751 ostraka con iscrizioni in lingua partica, alcuni straordinari rhyta d'avorio finemente decorati con motivi ellenistici, statue in marmo di probabile provenienza greca e sculture in terracotta tutte di gusto ellenistico.

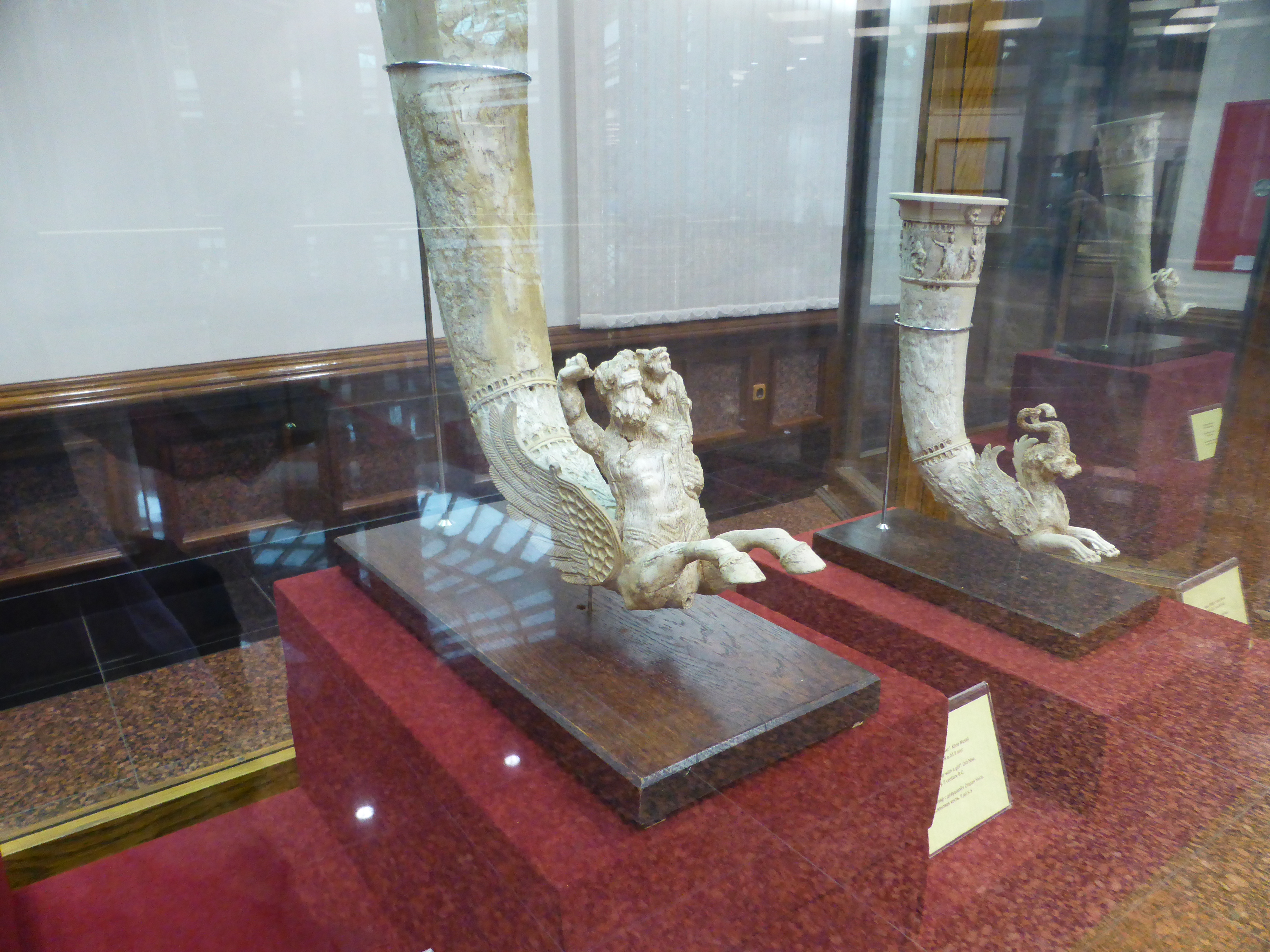
Rhyta d'avorio da Nisa Vecchia, Museo di Storia Nazionale di Ashgabat

### Esplicative
1. ↑  Carlo Lippolis sottolinea come la viticultura fosse ben sviluppata nelle vicinanze di Nisa, cosa che è dimostrata dai numerosi ostraka che sono stati ritrovati nei magazzini di Nisa Vecchia.
2. ↑  Inoltre Lippolis aggiunge che soprattutto nel caso di Nisa Vecchia, la collina su cui sono stati costruiti i vari edifici fu ampiamente spianata e non è impossibile che terra e materiali da costruzione nelle vicinanze (tra cui questi cocci più antichi) fossero stati trasportati in situ per spianare la cima della collina. Riguardo a questo sono molto esplicative le immagini satellitari che mostrano chiaramente la collina a pianta squadrata su cui poggiava Nisa Vecchia.
3. ↑  (IuTAKE spedizione ai complessi archeologici turkmeni meridionali dall'ultima metà degli anni '40 al 1967, La spedizione partica dell'Istituto di Storia dell'Accademia Turkmena delle Scienze nel 1979 guidata da V. N. Pilipko, LOIA spedizione della sezione di Leningrado dell'Istituto di Archeologia dal 1982 al 1986, le spedizioni supervisionate da G. A. Koshelenko con un gruppo di ricerca dell'Istituto di Archeologia, dell'Università Statale di Mosca e dell'Università Statale Turkmena nel 1985-1986 e 1990-1991, la spedizione italiana dell'Università di Torino guidata da Antonio Invernizzi nel 1990-1991, 1992-1994 e 2000-2010)
4. ↑  Per un più completo inventario di ciò che fu scavato fino agli anni '90 vedi: https://www.jstor.org/stable/24048768?seq=10#metadata_info_tab_contents

### Bibliografiche
1. 1 2   Suda Encyclopedia, § iota.578, su www.cs.uky.edu.
2. ↑  (EN) Andrew Marsham (a cura di), The Umayyad World, Routledge, 2020,  p. 339, ISBN 978-13-17-43005-6.
3. ↑  (EN) Cenap Çakmak (a cura di), Islam: A Worldwide Encyclopedia, Bloomsbury Publishing USA, 2017,  p. 173, ISBN 979-82-16-10532-9.
4. 1 2   Antonio Invernizzi, Parthian Nisa: New Lines of Research, in Iran & the Caucasus Vol. 1 (1997), pp. 107-119.
5. ↑  (EN) UNESCO World Heritage Centre, Parthian Fortresses of Nisa, su UNESCO World Heritage Centre. URL consultato il 21 gennaio 2023.
6. 1 2 3 4   Carlo Lippolis, Parthian Nisa: Landscape, topography and settlement planning, collana Learnings and conclusions from new archaeological investigations and discoveries. Proceedings of the First International Congress on Central Asian Archaeology held at the University of Bern, 4–6 February 2016, 1ª ed., Harrassowitz Verlag, 2019,  pp. 73-84, ISBN 978-3-447-11169-0.
7. 1 2 3   Josef Wiesehöfer, La dinastia degli Arsacidi, in La Persia Antica, Bologna, Il Mulino, 2003.
8. 1 2 3 4 5 6   V. N. PILIPKO, Excavations of Staraia Nisa, in Bulletin of the Asia Institute, vol. 8, 1994,  pp. 101-116.
9. ↑   LacusCurtius • Oppian — Cynegetica, Book 1 vv 312, su penelope.uchicago.edu.
10. 1 2  (EN) Encyclopaedia Iranica Foundation, Welcome to Encyclopaedia Iranica, su iranicaonline.org.
11. 1 2   ANTONIO INVERNIZZI, Old Nisa and the Art of the Steppes, in Bulletin of the Asia Institute, vol. 10, 1996,  pp. 33-38. URL consultato il 22 gennaio 2023.
12. ↑   ToposText, su topostext.org.